# 北安河駅
北安河駅（ほくあんがえき）は中華人民共和国北京市海淀区に位置する北京地下鉄16号線の駅。

## 駅構造
- 島式ホーム1面2線を有する地下駅である。

| 地上     | 地上                         | 出入口       |
| 地下一階 | 大堂                         | 改札口       |
| 地下二階 | ■北安河方面                  | ターミナル駅 |
| 地下二階 | 島式ホーム、左側のドアが開く |              |
| 地下二階 | ■宛平城方面                  | 温陽路駅 →   |

## 歴史
- 2016年12月31日 - 16号線が開業。[1]

## 隣の駅
北京地下鉄
■16号線
北安河駅 - 温陽路駅